# Boulaye Ba
Boulaye Ba, né le 21 mai 1993, est un joueur international français de futsal.

## Biographie

### En club
Boulaye Ba découvre le futsal dès l'enfance au Paris ACASA. Il termine troisième meilleur buteur de la poule A de Division 2 2014-2015.
À l'été 2020, après six saisons au Kremlin-Bicêtre futsal et à la suite de la relégation de l'équipe, Boulaye rejoint le Sporting Club de Paris.  

### En équipe nationale
En octobre 2013, Boulaye est retenu pour un stage de détection pour l'équipe de France U21 futsal à Clairefontaine. En mars suivant, il retenu pour une double confrontation amicale en Slovénie.
Pour l'Euro 2018, Boulaye Ba connaît sa seconde convocation en équipe de France, pour disputer la compétition. La France surprend face à l'Espagne (4-4) puis s'incline contre l’Azerbaïdjan (3-5) et est éliminée.
En septembre 2019, Boulaye Ba marque le quatrième but de l'équipe de France lors du match amical face à la Finlande (4-3).

## Style de jeu
Avant l'Euro 2018, Boulaye Ba se définit comme à l'aise techniquement avec une bonne vision du jeu.
Très longiligne avec son 1,95m, Boulaye surprend ses adversaires et est capable de récupérer des ballons, se projeter, dribbler ainsi que frapper très fort pied droit.